# Lennart Johansson (jurist)
Nils Lennart Johansson, född 29 juli 1965 i Mjöbäcks församling i Älvsborgs län, är en svensk jurist som var lagman i Kristianstads tingsrätt från 2014 till 2018 samt är det i Helsingborgs tingsrätt sedan 2021.

## Biografi

### Studier
Johansson läste till jur kand vid Lunds universitet 1986–1990. Han studerade sedan ett år vid Queen Mary University of London 1999-2000. 2001 till 2006 bedrev han doktorandstudier i bankrätt i Lund och avlade doktorsexamen. Avhandlingen hette Banker och Internet - särskilt om kundaktiverade betalningsinstruktioner.

### Arbetsplatser
Efter grundexamen arbetade Lennart Johansson som biträdande jurist och advokat vid Mannheimer Swartling Advokatbyrå innan han fortsatte sina studier.
Under 4 år och 8 månader från mars 2007 till oktober 2011 var han rådman, från mars 2010 till oktober 2011 chefsrådman vid Malmö tingsrätt. Från november 2011 till juni 2015  var han rektor och avdelningschef vid domstolsverket i Jönköping. Johansson utnämndes 23 april 2015 till lagman i Kristianstads tingsrätt. Den 17 maj 2018 utnämndes han till hovrättslagman i hovrätten över Skåne och Blekinge. Den 17 juni 2021 utnämndes han till lagman i Helsingborgs tingsrätt.